# Campionati del mondo di ciclismo su strada 1925
I Campionati del mondo di ciclismo su strada 1925 si disputarono ad Apeldoorn nei Paesi Bassi il 22 agosto 1925.
Fu assegnato il titolo Uomini Dilettanti, gara di 188,000 km.

## Medagliere
| Pos.   | Nazione     | Oro | Argento | Bronzo | Totale |
| ------ | ----------- | --- | ------- | ------ | ------ |
| 1      | Belgio      | 1   | 0       | 0      | 1      |
| 2      | Francia     | 0   | 1       | 0      | 1      |
| 3      | Paesi Bassi | 0   | 0       | 1      | 1      |
| Totale | Totale      | 1   | 1       | 1      | 3      |

## Sommario degli eventi
| Eventi                 | Oro                     | Tempo    | Argento             | Tempo | Bronzo                          | Tempo |
| Uomini Dilettanti      |                         |          |                     |       |                                 |       |
| Gara in linea dettagli | Henri Hoevenaers Belgio | 5h34'09" | Marc Bocher Francia | ?     | Gerrit van den Berg Paesi Bassi | ?     |